# Grup de l'arsenopirita
El grup de l'arsenopirita és un grup de minerals de la classe dels sulfurs. Està integrat per cinc minerals: arsenopirita, glaucodot, gudmundita, osarsita i ruarsita. Tots aquests minerals cristal·litzen en el sistema monoclínic excepte el glaucodot, que ho fa en l'ortoròmbic.
| Espècie      | Fórmula         |
| ------------ | --------------- |
| Arsenopirita | FeAsS           |
| Glaucodot    | (Co0,5Fe0,5)AsS |
| Gudmundita   | FeSbS           |
| Osarsita     | OsAsS           |
| Ruarsita     | RuAsS           |

## Classificació
Segons la classificació de Nickel-Strunz, els minerals d'aquest grup pertanyen a "02.EA: Sulfurs metàl·lics, M:S = 1:2, amb Fe, Co, Ni, PGE, etc.» juntament amb els següents minerals: aurostibita, bambollaïta, cattierita, erlichmanita, fukuchilita, geversita, hauerita, insizwaïta, krutaïta, laurita, penroseïta, pirita, sperrylita, trogtalita, vaesita, villamaninita, dzharkenita, gaotaiïta, al·loclasita, costibita, ferroselita, frohbergita, kullerudita, marcassita, mattagamita, paracostibita, pararammelsbergita, oenita, anduoïta, clinosafflorita, löllingita, nisbita, omeiïta, paxita, rammelsbergita, safflorita, seinäjokita, cobaltita, gersdorffita, hol·lingworthita, irarsita, jol·liffeïta, krutovita, maslovita, michenerita, padmaïta, platarsita, testibiopal·ladita, tolovkita, ullmannita, wil·lyamita, changchengita, mayingita, hollingsworthita, kalungaïta, milotaïta, urvantsevita i reniïta.